# 175R
175R(일본어: イナゴライダー 이나고라이다[*])는 일본의 후쿠오카현 기타큐슈시 출신인 남자 록 밴드이다. 일본에선 흔히 이나고의 약칭으로 부른다.

## 개략
1998년 결성하여, 2001년에 발매한 인디즈(indies, 자주 제작) 싱글 "From North Nine States"로 이야기돼서, 2003년 1월 16일 싱글 "ハッピーライフ"(해피 라이프)로 데뷔했다. 이 싱글과 다음 싱글인 "空にうたえば"(하늘에 노래하면)가 연속해서 발매초 오리콘 차트 1위를 기록했다. 그 뒤도 "GLORY DAYS", "グラフィティー"(그라피티) 등이 히트를 기록했다. 2005년부터 프로듀서는 가메다 세이지이다.
보컬인 쇼고는 2004년에 가수인 이마이 에리코와 결혼하여 그해 10월 아들을 출산했으나, 2008년에 이혼했다.
2008년 12월 7일에는 홍대 상상마당에서 내한공연을 가졌다.(슈퍼 키드와 함께 공연)

## 멤버
- 쇼고 (SHOGO, 1980년 3월 24일 - ) : 보컬
- 이사킥 (ISAKICK, 1981년 3월 18일 - ) : 베이스 기타
- 가즈야 (KAZYA, 1979년 9월 6일 - ) : 기타
- 요시아키 (YOSHIAKI, 1982년 12월 7일 - ) : 드럼

## 디스코그라피

### 싱글
|     | 타이틀                                       | 의미                                         | 발매일           |
| 1.  | ハッピーライフ                               | 해피 라이프                                  | 2003년 1월 16일  |
| 2.  | 空に唄えば                                   | 하늘에 노래하면                              | 2003년 4월 16일  |
| 3.  | 「手紙」 -Single Version                     | "편지" -Single Version                       | 2003년 11월 12일 |
| 4.  | GLORY DAYS                                   |                                              | 2004년 3월 3일   |
| 5.  | 夕焼けファルセット                           | 저녁놀 폴세토(Falsetto)                      | 2004년 7월 21일  |
| 6.  | ORANGE                                       |                                              | 2004년 11월 17일 |
| 7.  | グラフィティー                               | 그라피티                                     | 2005년 3월 22일  |
| 8.  | メロディー                                   | 멜로디                                       | 2005년 9월 7일   |
| 9.  | シャイン、光の道しるべ / 白いクリスマス      | 샤인(Shine), 빛의 도표 / 흰 크리스마스       | 2005년 11월 30일 |
| 10. | ボクハナンダ ～応援シタクナッタノダ!! Ver.～ | 나는 무엇인가? ~응원하고 싶게 된거야!! Ver.~ | 2006년 2월 8일   |

### 앨범
- Songs (2003년 6월 18일)
- MELODY (2004년 9월 1일)
- 7 -SEVEN- (2006년 2월 22일)

### 인디즈
싱글
- From North Nine States (2001년)
- STAND BY YOU!! (2002년, 샤카 래비츠와 함께 제작)

앨범
- Go! upstart! (2002년)

### 쇼고의 싱글
| 타이틀                    | 의미          | 발매일          |
| ------------------------- | ------------- | --------------- |
| AM(ありがとう みんな)1242 | 여러분 고마워 | 2006년 3월 31일 |

## 같이 보기
- 샤카 래비츠 - 이나고 라이더와 함께 싱글 "STAND BY YOU"를 발매했다.
- 차콜 필터 - 쇼고의 친구. 쇼고는 그들의 팬 클럽의 회원 번호 175번이다.
- 동경사변 - 프로듀서인 가메다 세이지가 소속되어 있는 록 밴드.